# Trajectòria de vida
La trajectòria de vida és el recorregut, l'experiència i la construcció personal que cada subjecte fa de la seva vida a partir dels processos de desenvolupament, els esdeveniments, previsibles o atzarosos viscuts, i el context històric i sociocultural en el qual ha viscut fins al moment actual.
Des la perspectiva del model d'Atenció centrada en la persona, conèixer els trets significatius d'aquest recorregut facilita un abordatge més comprensiu de la seva experiència vital tal com la percep, significa i atribueix sentit la persona singular, d'acord amb la seva singularitat construïda al llarg de la vida i trencant amb una imatge segmentada i homogeneïtzadora associada a un criteri exclusivament d'edat.
La perspectiva del curs de la vida considera que la vida de les persones estan conformades i entrellaçades per diferents dimensions de caràcter interdependent a través de les quals es desenvolupen les vides humanes: familiar, educativa, ocupacional, afectiva, professional, relacional, de mobilitat geogràfica o de salut, entre d'altres.
L'anàlisi del curs de la vida amb una finalitat de comprensibilitat requereix dues perspectives que interaccionen entre elles: a) la perspectiva social relacionada amb la cultura i les institucions socials que organitzen la vida humana i condicionen les seves oportunitats i accions; i b) la perspectiva individual que té en compte els esdeveniments, previsibles o atzarosos que han travessat la seva vida i que han deixat petjada en el seu desenvolupament individual, les seves eleccions, renúncies, decisions, representacions i significats.
Els esdeveniments marquen períodes transicionals en el marc de la temporalitat i historicitat de la vida humana (per exemple, la pubertat, la menopausa, la irrupció d'una malaltia...).
Determinats esdeveniments marquen punts d'inflexió o viratges que modifiquen notablement la trajectòria de vida, configurant un abans i un després. Són moments de canvi especialment significatius i rellevants que condueixen a fer modificacions significatives per reorganitzar la pròpia vida, la visió del món o d'un mateix. Es produeixen a partir d'esdeveniments o transicions que obliguen a un replantejament del projecte vital o la reorientació del futur (per exemple, la jubilació, l'ingrés en una residència, la necessitat d'ajuda o de suports externs, la discapacitat…).
El coneixement i l'anàlisi de les trajectòries de vida en el model ACP facilita una mirada més comprensiva copsant la globalitat de la seva història fins al moment present.